# Örn (bergstopp)
Örn är en bergstopp i republiken Island. Den ligger i regionen Västlandet, 110 km nordväst om huvudstaden Reykjavík. Toppen på Örn är 934 meter över havet.
Runt Örn är det mycket glesbefolkat, med 2 invånare per kvadratkilometer. Närmaste större samhälle är Grundarfjörður, nära Örn. Trakten runt Örn består i huvudsak av gräsmarker.